# Gemma Galli
Gemma Galli (Melzo, 17 luglio 1996) è una nuotatrice artistica italiana.

## Carriera
Gemma Galli ha partecipato ai Mondiali giovanili disputati nel 2012 a Volo, in Grecia, gareggiando in duo insieme a Domiziana Cavanna (9º posto) e nella gara a squadre. L'anno successivo ha partecipato pure agli Europei giovanili di Poznań, in Polonia, facendo coppia con Viola Musso mentre con la squadra si è piazzata in quarta posizione nella gara a squadre e nel libero combinato.
Nel 2014 ha disputato i suoi secondi Mondiali giovanili, prima di entrare a far parte della nazionale senior dell'Italia in occasione dei Mondiali di Kazan' 2015. Agli Europei di Londra 2016 ha vinto due medaglie di bronzo nel programma tecnico della gara a squadre e nel libero combinato. Divenuta una componente titolare della squadra italiana ai Mondiali di Budapest 2017, contribuisce al quinto posto ottenuto nei due programmi libero e tecnico. 
Gemma Galli ha ottenuto la medaglia d'argento nel libero combinato agli Europei di Glasgow 2018, oltre ai due terzi posti nei programmi libero e tecnico della gara a squadre. Ha fatto parte della squadra italiana che ai Mondiali di Gwangju 2019 ha conquistato la prima storica medaglia iridata a squadre classificandosi seconda nell'highlight, routine di nuova introduzione nei campionati, dietro l'Ucraina e davanti alla Spagna.

## Palmarès
- Mondiali

Gwangju 2019: argento nell'highlight.
Budapest 2022: argento nell’highlight, bronzo nel libero combinato e nella gara a squadre (programma tecnico).
- Europei

Londra 2016: bronzo nella gara a squadre (programma tecnico) e nel libero combinato.
Glasgow 2018: argento nel libero combinato, bronzo nella gara a squadre (programma tecnico e libero).
Roma 2022: argento nell’highlight, nel libero combinato, nella squadra tecnica e nella squadra libera.